# Droga wojewódzka nr 230
Droga wojewódzka nr 230 (DW230) – droga wojewódzka w województwie pomorskim. Droga ma nietypowy przebieg - zaczyna się od skrzyżowania z drogą krajową nr 91 (dawniej "jedynką") w Wielgłowach, później biegnie przez Pelplin, a następnie po pokonaniu ok. 14 kilometrów ponownie dociera do drogi nr 91 w Cierzpicach. Droga przebiega w całości na terenie powiatu tczewskiego (gminy: Subkowy, Pelplin i Gniew).

## Miejscowości przy trasie
- Wielgłowy
- Brzuśce
- Radostowo
- Rajkowy
- Pelplin
- Janiszewko
- Janiszewo
- Kursztyn
- Cierzpice